# Lille Hanne
Lille Hanne è un cortometraggio muto del 1908 diretto da Viggo Larsen.

## Produzione
Il film fu prodotto dalla Nordisk Film Kompagni.

## Distribuzione
Uscì nelle sale cinematografiche danesi nel 1908.